# تقرير تايلور

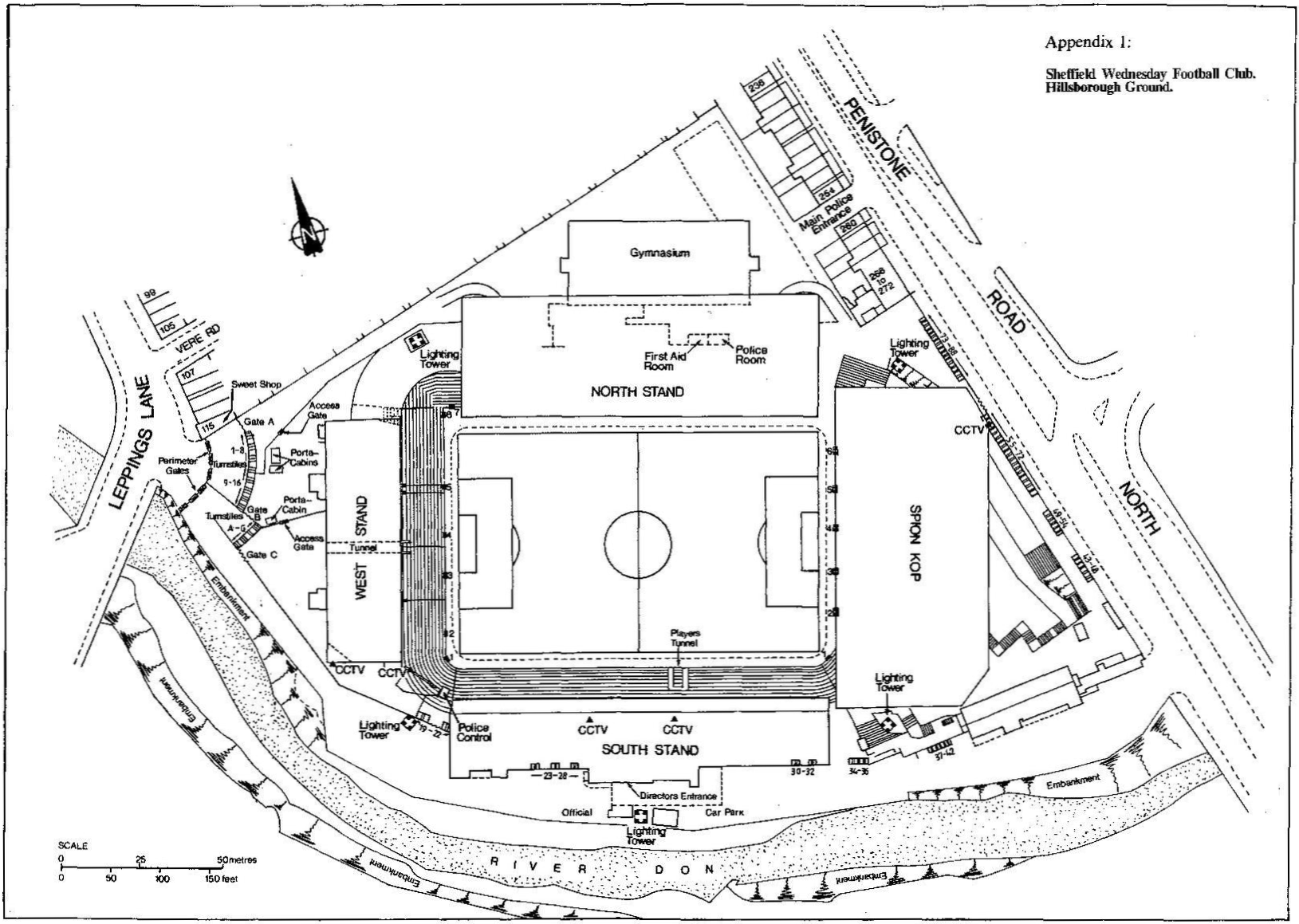
تقرير تايلور المؤقت Cm765 - الملحق 1 نادي شيفيلد وينزداي

تقرير تايلور (بالإنجليزية: Taylor Report)‏ هو تقرير من تقديم اللورد بيتر موراي تايلور (بالإنجليزية: Peter Taylor)‏ في عام 1989، لبحث واستقصاء أسباب كارثة التدافع الشهيرة المعروفة باسم كارثة هيلزبره والتي حدثت بملعب هيلسيبرة (ملعب نادي شيفيلد وينزداي في شيفيلد) خلال مباراة كرة قدم بين نوتينغهام فورست ونادي ليفربول ضمن الدور نصف النهائي من بطولة كأس الاتحاد الإنجليزي لكرة القدم. حيث تسببت تلك الحادثة الشهيرة بمقتل 96 شخصاً بالإضافة إلى إصابة أكثر 770 شخصاً.
انتدبت الحكومة البريطانية قاض بمحكمة الاستئناف يدعى اللورد بيتر موراي تايلور من أجل العمل على معرفة أسباب وقوع الحادثة، والكشف عن القصور الذي تواجد في ملعب نادي شيفيلد وينزداي. قام اللورد بيتر موراي تايلور بكتابة التقرير، حيث نشر التقرير المؤقت في أغسطس 1989، بينما نشر التقرير النهائي في يناير من عام 1990. وبحث التقرير أسباب المأساة، وقدم العديد من التوصيات بشأن توفير السلامة في المناسبات الرياضية في المستقبل، من أجل تفادي تكرار مثل هذه الحوادث مرة أخرى.